# Río San Juan (Uruguay)

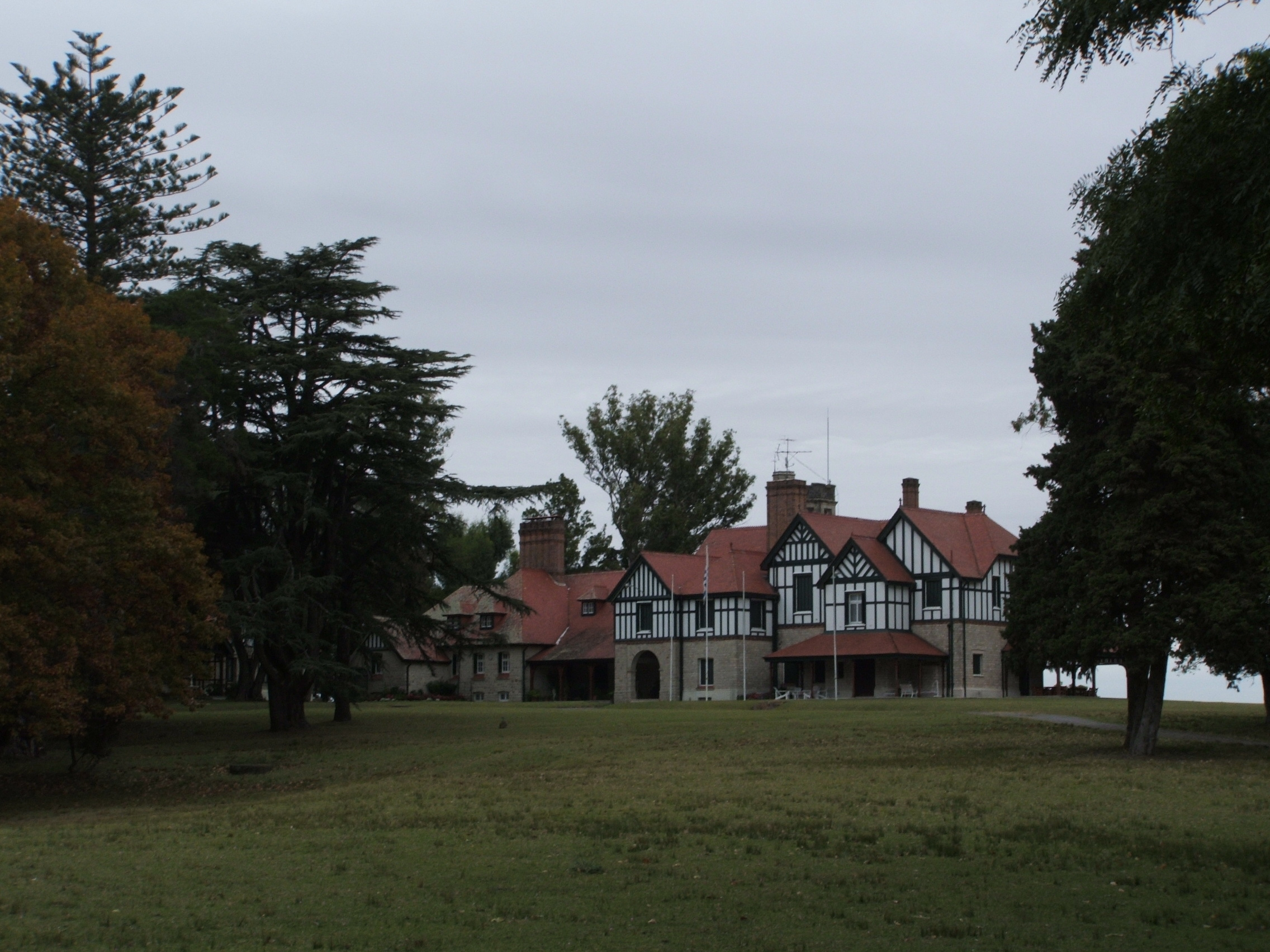
Sommerresidenz des Präsidenten im Parque Anchorena

Der Río San Juan ist ein auf dem Gebiet des Departamento Colonia im Süden Uruguays gelegener Fluss.
Der linksseitige Nebenfluss des Río de la Plata, in den er nach ca. 77 km langem Nordost-Südwest-Verlauf mündet, entspringt in der Cuchilla de San Salvador auf einer Höhe von etwa 200 Metern über dem Meeresspiegel. Die Quelle befindet sich dabei neben der Ruta 12 in der Nähe der Stadt Florencio Sánchez.
An seiner Mündung befindet sich der Parque Anchorena, ein Naturschutzgebiet, das von einem 75 Meter hohen steinernen Turm mit 320 Treppenstufen dominiert wird. Dort befindet sich auch das ehemalige Anwesen von Aarón de Anchorena, das heute als Sommerresidenz der uruguayischen Präsidenten dient.
Die Größe des Einzugsgebiets des Río San Juan beträgt 1.500 km².

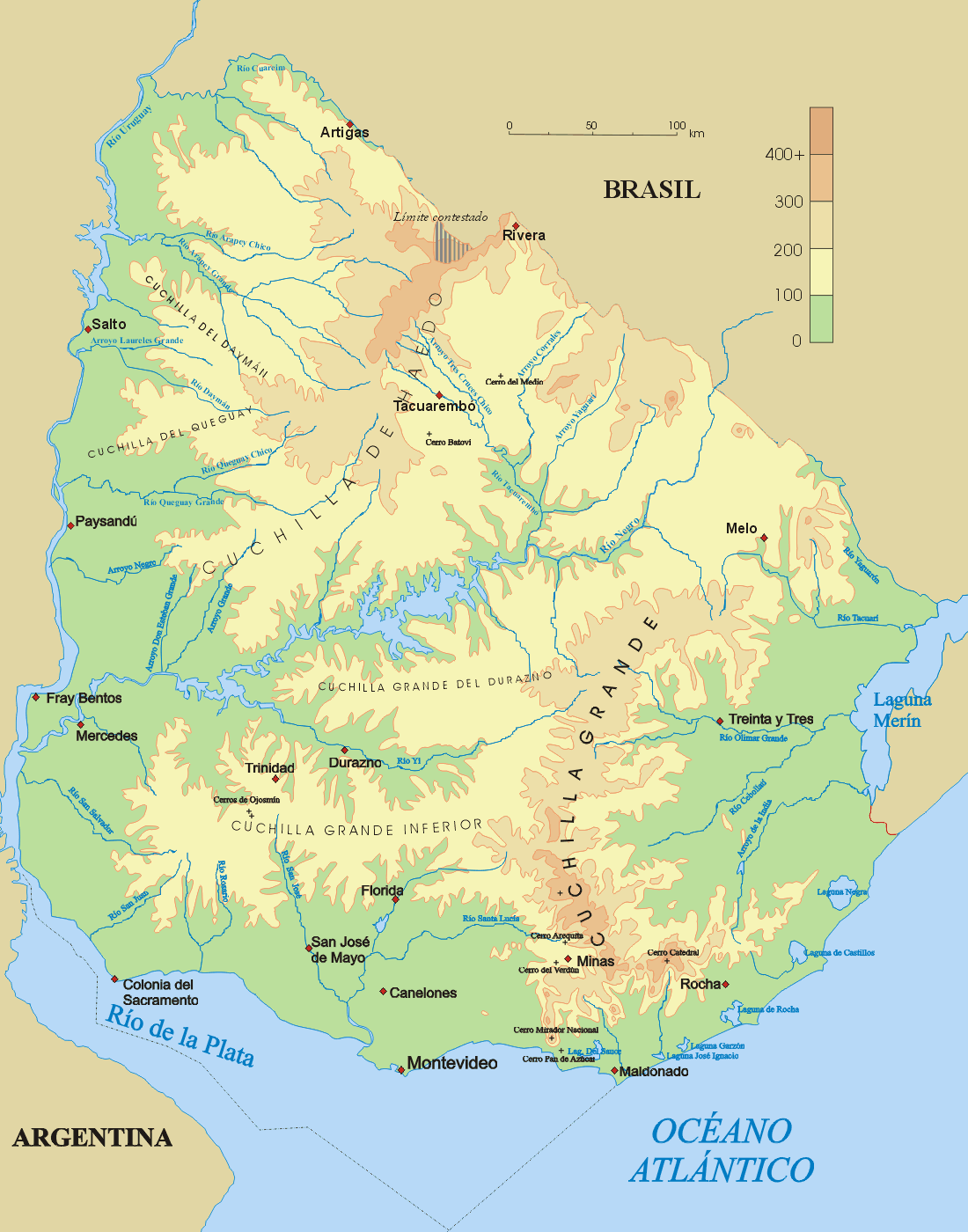
Karte mit Verlauf des Flusses